# Antonio Matteucci
Antonio Matteucci (Fermo, 15 marzo 1802 – Roma, 9 luglio 1866) è stato un cardinale della Chiesa cattolica italiano nominato da papa Pio IX.

## Biografia
Nacque a Fermo il 15 marzo 1802.
Papa Pio IX lo elevò al rango di cardinale nel concistoro del 22 giugno 1866.
Morì il 9 luglio 1866 all'età di 64 anni.